# Narciarstwo dowolne na Zimowych Igrzyskach Olimpijskich 2010
Zawody w narciarstwie dowolnym na zimowych igrzyskach olimpijskich 2010 odbywały się w dniach 13-25 lutego 2010 roku. Zawodnicy i zawodniczki rywalizowali w trzech konkurencjach: jeździe po muldach, skokach akrobatycznych, oraz skicrossie, który debiutował na XXI IO.

## Terminarz
| Data           | Godzina                 | Miejscowość               | Konkurencja                 | Złoto              | Srebro          | Brąz             |
| -------------- | ----------------------- | ------------------------- | --------------------------- | ------------------ | --------------- | ---------------- |
| 13 lutego 2010 | 16:30 UTC-9 / 01:30CET  | Whistler-Cypress mountain | Jazda po muldach kobiet     | Hannah Kearney     | Jennifer Heil   | Shannon Bahrke   |
| 14 lutego 2010 | 14:30 UTC-9 / 23:30 CET | Whistler-Cypress mountain | Jazda po muldach mężczyzn   | Alexandre Bilodeau | Dale Begg-Smith | Bryon Wilson     |
| 21 lutego 2010 | 09:15 UTC-9 / 18:15 CET | Whistler-Cypress mountain | Skicross mężczyzn           | Michael Schmid     | Andreas Matt    | Audun Grønvold   |
| 23 lutego 2010 | 10:30 UTC-9 / 19:30 CET | Whistler-Cypress mountain | Skicross kobiet             | Ashleigh McIvor    | Hedda Berntsen  | Marion Josserand |
| 24 lutego 2010 | 19:30 UTC-9 / 04:30 CET | Whistler-Cypress mountain | Skoki akrobatyczne kobiet   | Lydia Lassila      | Li Nina         | Guo Xinxin       |
| 25 lutego 2010 | 18:00 UTC-9 / 03:00 CET | Whistler-Cypress mountain | Skoki akrobatyczne mężczyzn | Alaksiej Hryszyn   | Jeret Peterson  | Liu Zhongqing    |

## Wyniki

### Kobiety

#### Jazda po muldach
| Miejsce | Zawodniczka           | Reprezentacja     | Wynik | Strata |
| ------- | --------------------- | ----------------- | ----- | ------ |
| złoto   | Hannah Kearney        | Stany Zjednoczone | 26,63 |        |
| srebro  | Jennifer Heil         | Kanada            | 25,69 | -0,94  |
| brąz    | Shannon Bahrke        | Stany Zjednoczone | 25,43 | -1,20  |
| 4.      | Aiko Uemura           | Japonia           | 24,68 | -1,95  |
| 5.      | Chloé Dufour-Lapointe | Kanada            | 23,87 | -2,76  |
| 6.      | Margarita Marbler     | Austria           | 23,69 | -2,94  |
| 7.      | Jekatierina Stolarowa | Rosja             | 23,55 | -3,08  |
| 8.      | Arisa Murata          | Japonia           | 23,22 | -3,41  |
| 9.      | Riegina Rachimowa     | Rosja             | 22,70 | -3,93  |
| 10.     | Deborah Scanzio       | Włochy            | 22,19 | -4,44  |

#### Skicross
| Miejsce | Zawodniczka             | Reprezentacja |
| ------- | ----------------------- | ------------- |
| złoto   | Ashleigh McIvor         | Kanada        |
| srebro  | Hedda Berntsen          | Norwegia      |
| brąz    | Marion Josserand        | Francja       |
| 4.      | Karin Huttary           | Austria       |
| 5.      | Kelsey Serwa            | Kanada        |
| 6.      | Anna Holmlund           | Szwecja       |
| 7.      | Fanny Smith             | Szwajcaria    |
| 8.      | Julie Brendengen Jensen | Norwegia      |

#### Skoki akrobatyczne
| Miejsce | Zawodniczka     | Reprezentacja            | Wynik  | Strata |
| ------- | --------------- | ------------------------ | ------ | ------ |
| 01 !    | Lydia Lassila   | Australia                | 214,74 |        |
| 02 !    | Li Nina         | Chińska Republika Ludowa | 207,23 | 7,51   |
| 03 !    | Guo Xinxin      | Chińska Republika Ludowa | 205,22 | 9,52   |
| 4.      | Asol Sliwiec    | Białoruś                 | 198,69 | 16,05  |
| 5.      | Jacqui Cooper   | Australia                | 194,29 | 20,45  |
| 6.      | Xu Mengtao      | Chińska Republika Ludowa | 191,61 | 23,13  |
| 7.      | Cheng Shuang    | Chińska Republika Ludowa | 187,87 | 26,87  |
| 8.      | Ałła Cuper      | Białoruś                 | 181,84 | 32,90  |
| 9.      | Lacy Schnoor    | Stany Zjednoczone        | 172,89 | 41,85  |
| 10.     | Ashley Caldwell | Stany Zjednoczone        | 171,10 | 43,46  |

### Mężczyźni

#### Jazda po muldach
| Miejsce | Zawodnik                  | Reprezentacja     | Wynik | Strata |
| ------- | ------------------------- | ----------------- | ----- | ------ |
| 01 !    | Alexandre Bilodeau        | Kanada            | 26,75 |        |
| 02 !    | Dale Begg-Smith           | Australia         | 26,58 | -0,17  |
| 03 !    | Bryon Wilson              | Stany Zjednoczone | 26,08 | -0,67  |
| 4.      | Vincent Marquis           | Kanada            | 25,88 | -0,87  |
| 5.      | Pierre-Alexandre Rousseau | Kanada            | 25,83 | -0,92  |
| 6.      | Guilbaut Colas            | Francja           | 25,74 | -1,01  |
| 7.      | Shō Endō                  | Japonia           | 25,38 | -1,37  |
| 8.      | Jesper Björnlund          | Szwecja           | 25,12 | -1,63  |
| 9.      | Nobuyuki Nishi            | Japonia           | 25,11 | -1,64  |
| 10.     | Aleksandr Smyszlajew      | Rosja             | 24,38 | -2,37  |

#### Skicross
| Miejsce | Zawodnik              | Reprezentacja |
| ------- | --------------------- | ------------- |
| 01 !    | Michael Schmid        | Szwajcaria    |
| 02 !    | Andreas Matt          | Austria       |
| 03 !    | Audun Grønvold        | Norwegia      |
| 4.      | Christopher Del Bosco | Kanada        |
| 5.      | Enak Gavaggio         | Francja       |
| 6.      | Davey Barr            | Kanada        |
| 7.      | Scott Kneller         | Australia     |
| 8.      | Filip Flisar          | Słowenia      |

#### Skoki akrobatyczne
| Miejsce | Zawodnik         | Reprezentacja            | Wynik  | Strata |
| ------- | ---------------- | ------------------------ | ------ | ------ |
| złoto   | Alaksiej Hryszyn | Białoruś                 | 248,41 |        |
| srebro  | Jeret Peterson   | Stany Zjednoczone        | 247,21 | 1,20   |
| brąz    | Liu Zhongqing    | Chińska Republika Ludowa | 242,53 | 5,88   |
| 4.      | Ryan St. Onge    | Stany Zjednoczone        | 239,93 | 8,48   |
| 5.      | Kyle Nissen      | Kanada                   | 239,31 | 9,10   |
| 6.      | Jia Zongyang     | Chińska Republika Ludowa | 237,57 | 10,84  |
| 7.      | Qi Guangpu       | Chińska Republika Ludowa | 234,85 | 13,56  |
| 8.      | Steve Omischl    | Kanada                   | 233,66 | 14,75  |
| 9.      | Cimafiej Sliwiec | Białoruś                 | 225,58 | 22,83  |
| 10.     | Warren Shouldice | Kanada                   | 223,30 | 25,11  |

## Klasyfikacja medalowa
| Miejsce | Państwo           |   |   |   | Razem |
| ------- | ----------------- | - | - | - | ----- |
| 1.      | Kanada            | 2 | 1 | 0 | 3     |
| 2.      | Stany Zjednoczone | 1 | 1 | 2 | 4     |
| 3.      | Australia         | 1 | 1 | 0 | 2     |
| 4.      | Białoruś          | 1 | 0 | 0 | 1     |
| 4.      | Szwajcaria        | 1 | 0 | 0 | 1     |
| 6.      | Chiny             | 0 | 1 | 2 | 3     |
| 7.      | Norwegia          | 0 | 1 | 1 | 2     |
| 8.      | Austria           | 0 | 1 | 0 | 1     |
| 9.      | Francja           | 0 | 0 | 1 | 1     |